# Kohfidisch
Kohfidisch (węg. Gyepűfüzes, burg.-chorw. Gornji Fideš, rom. Fidescha) – gmina targowa w Austrii, w kraju związkowym Burgenland, w powiecie Oberwart. 1 stycznia 2014 liczyła 1,43 tys. mieszkańców.